# Assassin’s Creed: Syndicate
Assassin’s Creed: Syndicate – przygodowa gra akcji wyprodukowana przez Ubisoft Québec, wydana przez Ubisoft 23 października 2015 na PlayStation 4 i Xboksa One. 19 listopada tego samego roku ukazała się wersja na Microsoft Windows. Jest dziewiątą odsłoną głównej serii Assassin’s Creed i bezpośrednią kontynuacją Assassin’s Creed: Unity z 2014.
Fabuła kontynuuje wątki zapoczątkowane w poprzednich odsłonach, opowiadając fikcyjną historię rzeczywistego świata, w którym od tysiącleci ukrytą wojnę prowadzą pomiędzy sobą dwa stronnictwa: asasyni dążący do pokoju i wolności oraz templariusze, chcący osiągnąć pokój poprzez podporządkowanie sobie wszystkich ludzi. Opowieść spinająca ze sobą wszystkie odsłony osadzona jest w XXI wieku i koncentruje się na bezimiennym nowicjuszu Bractwa Asasynów pomagającym odnaleźć ukryty w Londynie artefakt Pierwszej Cywilizacji. W tym celu przeżywa wspomnienia bliźniąt Jacoba i Evie Frye’ów, asasynów żyjących w czasach drugiej rewolucji przemysłowej, próbujących wyswobodzić stolicę Anglii spod panowania templariuszy. W określonych momentach fabuła przenosi się także do roku 1916, do czasów I wojny światowej, gdzie gracz wciela się we wnuczkę Jacoba, Lydię.
Wydarzenia w grze przedstawione są z perspektywy trzeciej osoby, a całość rozgrywa się w otwartym świecie, który postacie mogą przemierzać pieszo bądź w powozach. W Syndicate wprowadzono nowy dla serii system przemieszczania się, odświeżono także mechaniki walki i skradania się. Po raz pierwszy w serii gracze mogą wcielać się w dwie grywalne postacie – część misji zarezerwowana jest wyłącznie dla Jacoba, inne dla Evie, a pomiędzy nimi można swobodnie przełączać się pomiędzy jednym a drugim bliźnięciem. Po premierze gra doczekała się kilku dodatków, w tym trzech rozszerzeń fabularnych. Jedno z nich – Kuba Rozpruwacz – rozgrywa się dwadzieścia lat po wydarzeniach z podstawowej wersji gry i przedstawia śledztwo Evie mające na celu schwytanie tytułowego seryjnego zabójcy.
Assassin’s Creed: Syndicate po premierze spotkało się z pozytywnym odbiorem ze strony recenzentów, chwalących oprawę wizualną, narrację i projekt poziomów; krytykowano jednak walkę, projekt otwartego świata i mechanikę prowadzenia pojazdów. Produkcję nominowano do licznych nagród, w tym m.in. do The Game Awards 2015 jako najlepszą przygodową grę akcji. Syndicate okazało się mniejszym sukcesem sprzedażowym niż poprzednie odsłony, do listopada 2017 rozchodząc się w ok. 5,5 mln egzemplarzy. Wydawca uznał, że mniejsza sprzedaż jest wynikiem zmęczenia graczy powtarzalnością wypuszczanych corocznie odsłon, po części napędzanym dodatkowo przez niezadowalający debiut Assassin’s Creed: Unity, w wyniku czego postanowił zrezygnować z wydawania nowych części co roku. Kontynuacja, Assassin’s Creed: Origins, ukazała się w październiku 2017 i stanowiła miękki restart serii, wprowadzający do niej mechaniki komputerowej gry fabularnej i nowy wątek współczesny.

## Opis

### Świat przedstawiony i postacie
Akcja rozgrywa się w roku 1868, u schyłku rewolucji przemysłowej. W jakiś czas po tym, jak Bractwo Asasynów zostało usunięte z wiktoriańskiego Londynu, bliźnięta Jacob (Paul Amos) i Evie Frye’owie (Victoria Atkin) opuszczają Crawley i udają się do stolicy, żeby wydrzeć ją z rąk templariuszy, mających w niej większe wpływy niż Korona i Kościół. Wspomagają ich w tym m.in. pisarz Charles Dickens (Des McAleer); biolog Charles Darwin (Julian Richings); wynalazca Alexander Graham Bell (Mark Rowley); filozof Karl Marx (Matthew Marsh); pielęgniarka Florence Nightingale (Helen Johns); maharadża Duleep Singh (Avin Shah); sierżant Metropolitan Police Service Frederick Abberline oraz królowa Wiktoria (Ellen David). W osobnych segmentach rozgrywających się podczas I wojny światowej pojawia się wnuczka Jacoba, Lydia Frye (Lisa Norton), wspomagająca Winstona Churchilla (Rick Miller) w walce z tajemniczą siatką szpiegowską.

### Fabuła
Evie infiltruje laboratorium prowadzone przez Davida Brewstera i templariuszkę Lucy Thorne (Emerald O’Hanrahan), dowiadując się, że prowadzone są w nim badania nad Rajskim Jabłkiem – artefaktem Pierwszej Cywilizacji. Eliminuje Brewstera, odkrywając, że templariusze poszukują w Londynie kolejnego reliktu – Całunu Edenu. Bliźnięta udają się do stolicy, żeby udaremnić ich plany; spotykają się z Henrym Greenem (Jaz Deol), który informuje ich, że miasto znajduje się pod kontrolą templariuszy dowodzonych przez wielkiego mistrza Crawforda Starricka (Kris Holden-Ried) – zamożnego przedsiębiorcę i przywódcę przestępczego półświatka. Żeby osłabić ich wpływy Frey’owie postanawiają działać niezależnie od siebie.
Jacob zakłada gang, za pomocą którego zaczyna wyzwalać miasto, oraz eliminuje sojuszników Starricka, w tym m.in. doktora Johna Elliotsona, nadzorującego produkcję uzależniającego syropu; Malcolma Milnera, właściciela firmy omnibusowej; Pearl Attaway, kuzynkę Starricka i rywalkę Milnera; Philipa Twopenny’ego, zarządcę Banku Anglii, który potajemnie okrada instytucję; Jamesa Brudenella, 7. hrabiego Cardigan planującego zabić premiera Benjamina Disraelego; i przywódcę gangu Maxwella Rotha, początkowo wspierającego Jacoba. W międzyczasie Evie z pomocą Henry’ego poszukuje artefaktu. Poszukiwania prowadzą ją do posiadłości Edwarda Kenwaya, skąd Całun zostaje skradziony przez Thorne i zabrany do Tower of London. Evie przenika do twierdzy i zabija templariuszkę, odkrywając, że Całun został przeniesiony. Londyn zaczyna odczuwać konsekwencje zabójstw dokonywanych przez Jacoba, objawiających się m.in. niedoborami lekarstw i inflacją, co prowadzi do skłócenia bliźniąt.
Po śmierci swoich przybocznych Starrick postanawia odzyskać Całun i wyeliminować przywódców państwowych i kościelnych; Jacob i Evie decydują się pogodzić i powstrzymać go. Dostają się na bal w pałacu Buckingham, ale zostają uprzedzeni przez templariusza, który zdobywa Całun. Udaje im się go pokonać przy pomocy Henry’ego, za co wszyscy troje otrzymują od królowej Wiktorii tytuły szlacheckie.

## Rozgrywka
Assassin’s Creed: Syndicate jest przygodową grą akcji z elementami skradanki i wydarzeniami przedstawianymi z perspektywy trzeciej osoby. Pod względem rozgrywki zbliżona jest do poprzednich odsłon serii. Żeby poczynić postępy w fabule gracz wykonuje misje – liniowe scenariusze z określonym zestawem celów. Poza misjami może swobodnie eksplorować otwarty świat, na który składa się siedem dzielnic wiktoriańskiego Londynu – Westminster, Strand, City of London, Whitechapel, Tamiza, Southwark i Lambeth. Świat gry jest o około trzydzieści procent większy niż Paryż przedstawiony w Unity. W celu zachowania wierności historycznej obecni w poprzednich odsłonach strażnicy, reagujący nawet na drobne przewinienia gracza, zastąpieni zostali policjantami, podejmującymi działania dopiero wtedy, kiedy postać w ich obecności dopuści się poważnego przestępstwa, a zamiast przejmować bezpośrednio kwatery templariuszy, postacie przejmują kwatery wspierającego ich gangu znanego jako „Nędznicy”.
W grze możliwe jest wcielenie się w dwie postacie: bliźnięta Jacoba i Evie Frye’ów. Jacob jest narwanym osiłkiem specjalizującym się w bezpośrednich starciach, podczas gdy Evie preferuje skradanie się i bardziej taktyczne podejścia. Evie jest także pierwszą grywalną postacią kobiecą w głównej odsłonie cyklu Assassin’s Creed. W odróżnieniu od poprzednich części, w których postacie korzystały z mieczy i broni drzewcowej, w Syndicate pojawiają się bronie bardziej pasujące do epoki – jak kastety, małe rewolwery, laski z ukrytym ostrzem czy nepalskie noże kukri – które można ulepszać, żeby poprawić ich osiągi w walce. Bliźnięta mogą też nałożyć różne elementy odzienia zapewniające zróżnicowane statystyki, jak również ulepszać je bezpośrednio bądź poprzez nabycie odpowiedniej umiejętności w drzewku rozwoju. W miarę postępów w grze postacie zdobywają punkty doświadczenia. Każdorazowo po zdobyciu tysiąca postać odblokowuje punkt umiejętności, który może przeznaczyć na nauczenie się nowej zdolności albo rozwinięcie już odblokowanej. Liczba odblokowanych umiejętności przekłada się na ogólny poziom gracza. Także wrogowie opisywani są poziomami doświadczenia, co przekłada się na to, jak trudni do pokonania są dla bliźniąt. Bez względu na poziom przeciwnika może on zostać jednak wyeliminowany za pomocą skrytobójstwa.
System walki został zmieniony względem Assassin’s Creed: Unity, koncentruje się on na tworzeniu łańcuchów szybkich ataków oraz bloków. Zmiany wprowadzono także w mechanice skradania, m.in. poprzez dodanie nowych gadżetów oraz możliwości brania przeciwników na zakładników, co umożliwia grywalnej postaci pozostanie niezauważoną dla wrogów, o ile trzyma się od nich w odpowiedniej odległości. W Syndicate powracają wprowadzone w poprzedniej odsłonie misje o schemacie nazwanym przez twórców „czarną skrzynką”, dające możliwość wyeliminowania celów w wyszukany sposób, wprowadzono także „filmowe zabójstwa”, odblokowywane po spełnieniu określonych warunków. Podczas eksploracji otwartego świata postacie mogą korzystać m.in. z wyrzutni linek – tak do zaczepiania ich o krawędzie w celu szybszego dostania się wyżej, jak i tworzenia tyrolek pomiędzy budynkami; powozów, które postać może powozić bądź zasiadać w nich jako pasażer, prowadząc z nich walkę bądź przeskakiwać pomiędzy nimi; oraz pociągu, stanowiącego kwaterę główną Frye’ów.
Aktywności i zadania poboczne koncentrują się głównie na walce o wpływy w Londynie, mając stanowić integralną część fabuły. Jacob na wczesnym etapie zakłada uliczny gang „Skokierzy”, mający umniejszyć wpływy powiązanego z templariuszami wrogiego gangu „Nędznicy”. Z czasem gang można ulepszać, wyposażając jego członków w lepsze uzbrojenie czy pojazdy, zwiększających ich zdolności bojowe, jak również zlecić im przedsięwzięcia zwiększające przychód. Na początkowym etapie Londyn kontrolowany jest w całości przez nędzników, jednak wraz z eliminowaniem wysoko postawionych templariuszy czy podejmowaniem się aktywności pobocznych, jak np. wyzwalanie dzieci zmuszanych do pracy, dzielnice stopniowo przechodzą pod kontrolę skokierów, a całkowitą władzę nad nimi zyskują w wyniku wojny gangów. Postacie mogą podejmować się także pomniejszych czynności opcjonalnych zapewniających dodatkowy przychód, jak walki na pięści czy wyścigi powozów, oraz zbieranie znajdziek, m.in. pozytywek zawierających klucze do ukrytego skarbu.
W odróżnieniu od poprzednich odsłon w Syndicate zrezygnowano z opcjonalnego trybu wieloosobowego, na potrzeby gry nie stworzono też towarzyszącej jej aplikacji na urządzenia mobilne, co zapoczątkowano przy okazji Assassin’s Creed IV: Black Flag (2013).

## Proces produkcji
Assassin’s Creed: Syndicate jest drugą – po Assassin’s Creed: Rogue (2014) – główną odsłoną serii, która nie została stworzona przez Ubisoft Montréal. W lipcu 2014 ogłoszono, że za produkcję odpowiedzialne będzie studio Ubisoft Québec, współpracujące wcześniej przy dodatkach Tyrania króla Waszyngtona i Freedom Cry do Assassin’s Creed III (2012) i Assassin’s Creed IV: Black Flag (2013). Reżyserem został Marc-Alexis Côté, wcześniej piastujący różne stanowiska podczas prac nad Brotherhood, Revelations, Assassin’s Creed III i Freedom Cry. Na producenta wybrano François Pellanda, pełniący tę funkcję przy Assassin’s Creed III, a przy kilku innych będącego dyrektorem wykonawczym. Reżyserem dźwięku ponownie została Lydia Andrew, odpowiedzialna wcześniej za Assassin’s Creed III, Black Flag i Unity. Konsultantem historycznym został Jean-Vincent Roy, pełniący tę funkcję przy Assassin’s Creed III. Była to pierwsza gra z serii, w której pojawiała się niezależna postać transpłciowa; po premierze potwierdzono także, że Jacob jest biseksualny, co uczyniło go pierwszą grywalną postacią LGBT w serii.
Muzykę do gry napisał amerykański kompozytor Austin Wintory. Pojawiające się w Syndicate piosenki z gatunku murder ballad skomponował we współpracy z australijskim komediowym zespołem Tripod. Ścieżkę dźwiękową wydano 23 października 2015 na platformach Amazon MP3 i iTunes. 1 grudnia 2015 wydano album z muzyką do dodatku Kupa Rozpruwacz, napisaną przez Beara McCreary’ego.

## Dystrybucja
Pierwsze informacje o grze, wtedy jeszcze pod roboczym tytułem Assassin’s Creed: Victory, wyciekły 2 grudnia 2014 za pośrednictwem Kotaku, które opublikowało szczegóły na jej temat, zrzuty ekranu oraz siedmiominutowy materiał z rozgrywki, w którego posiadanie weszła redakcja. Artykuł spotkał się z ostrą krytyką, ponieważ zawierał niewiele informacji, a dodatkowo część z nich okazała się fałszywa. Ubisoft tego samego dnia odniósł się do publikacji, wyrażając niezadowolenie z postawy redaktorów Kotaku, którzy udostępnili „wewnętrzne materiały, nieprzeznaczone dla osób spoza studia”, wyrażając jednak „ekscytację z możliwości ogłoszenia w późniejszym terminie nad czym pracuje studio”. Grę oficjalnie zapowiedziano 12 maja 2015; do sprzedaży trafiła 23 października na PlayStation 4 i Xboksa One, a na Windowsa – 19 listopada.
W okolicach premiery do sprzedaży trafiły rzeczywistych rozmiarów zabawkowe repliki broni używanych przez Jacoba i Evie – laski i rękawicy z ukrytym ostrzem. W Europie gra dostępna była w pięciu różnych edycjach, różniących się dodatkową zawartością cyfrową i fizyczną.

### Zawartość do pobrania
Po premierze gra wspierana była zawartością do pobrania, z której większość została udostępniona w ramach przepustki sezonowej. Rozszerzenie Konspiracja Darwina i Dickensa wprowadzało trzy dodatkowe misje fabularne z udziałem Charlesa Darwina i Charlesa Dickensa. Pierwotnie dostępne było dla osób, które zamówiły Syndicate w przedsprzedaży, następnie udostępniono je 19 stycznia 2016 w ramach pakietu Londyńskie ulice, zawierającego także dodatkowe wyposażenie dla grywalnych postaci. Pierwszy dodatek fabularny, Kuba Rozpruwacz, trafił do sprzedaży 15 grudnia 2015 na konsole i tydzień później na komputery osobiste. Rozgrywa się on dwadzieścia lat po zakończeniu głównego wątku fabularnego i przedstawia luźno inspirowaną tytułowym zabójcą historię morderstw dokonywanych w dzielnicy Whitechapel w 1888 roku. Grywalną postacią jest Evie chcąca powstrzymać rządy terroru Rozpruwacza i odnaleźć porwanego przezeń Jacoba.
Drugi dodatek, Ostatni maharadża, wydano 1 marca 2016. Koncentruje się on na staraniach Jacoba i Evie mających na celu przywrócenie Duleepowi Singhowi należnego mu tytułu. Ostatni dodatek fabularny, Straszliwe zbrodnie, udostępniony został w marcu 2016, pierwotnie wyłącznie na PlayStation 4. Bazuje on na wprowadzonym w Unity systemie śledztw w sprawie morderstw, pozwalając rozwiązać szereg zagadek kryminalnych w całym Londynie. O zbrodniach informuje Frye’ów autor tanich kryminałów Henry Raymond, szukający inspiracji dla następnych tomów, a towarzyszy mu młody Arthur Conan Doyle.

## Odbiór
Według agregatora recenzji Metacritic Assassin’s Creed: Syndicate spotkało się z ogólnie pozytywnym przyjęciem ze strony krytyków w przypadku wersji przeznaczonych na konsole oraz mieszanym w przypadku wydania na komputery osobiste.
Alexa Corriea z GameSpotu chwaliła płynność nowego systemu walki, piękno stworzonego na potrzeby Syndicate świata oraz dodanie do rozgrywki linki. Stwierdziła, że gra jest „triumfalnym powrotem marki do formy”. Recenzent IGN-u Daniel Krupa wystawił grze ocenę 8,2/10, chwaląc projekt miasta oraz lekką fabułę, krytykując jednak powtarzalną walkę, która w jego opinii mimo wszystko była lepsza niż w Unity. Brett Makedonski z Destructoidu ocenił Syndicate na 7,5/10, wypowiadając się pozytywnie o postaciach i misjach skrytobójczych, negatywnie zaś o rozgrywce – jego zdaniem walka była niesatysfakcjonująca, a powożenie pojazdami „męczące”. Christopher Livingston z „PC Gamera” w recenzji zwieńczonej oceną 66/100 chwalił zadania główne, poboczne uznając jednak za powtarzalne.

### Sprzedaż
Assassin’s Creed: Syndicate zadebiutowało na pierwszym miejscu sprzedaży w Wielkiej Brytanii, będąc jednak drugą najgorzej sprzedającą się w tym kraju odsłoną serii, po Assassin’s Creed: Rogue. Według wewnętrznych raportów Ubisoftu niższa sprzedaż spowodowana była stanem, w jakim do sprzedaży rok wcześniej trafiło Assassin’s Creed: Unity, w momencie premiery trapione licznymi problemami technicznymi. W drugim tygodniu Syndicate sprzedawało się lepiej niż Unity w analogicznym okresie. Ostatecznie Syndicate zostało dziewiątą najlepiej sprzedającą się w Wielkiej Brytanii grą 2015 roku. Do lutego 2016 na całym świecie gra rozeszła się w 4,12 mln egzemplarzy, a do listopada 2017 – w 5,5 mln.

### Nagrody i wyróżnienia
Syndicate zostało uznane za jedną z najlepszych gier 2015 przez redakcje m.in. Games Radaru, GameSpotu, Compleksu, Eurogamera, Screen Rantu i Kotaku. W kwietniu 2020 „Game Informer” uznał ją za drugą najlepszą do tego czasu odsłonę serii Assassin’s Creed, zaś w październiku tego samego roku za jedną z najlepszych gier ósmej generacji.
| Nagroda / organizacja | Rok                                                                | Kategoria                                | Nominowany                                                     | Wynik     |
| --------------------- | ------------------------------------------------------------------ | ---------------------------------------- | -------------------------------------------------------------- | --------- |
| 2015                  | The Game Awards 2015                                               | Najlepsza przygodowa gra akcji           | Assassin’s Creed: Syndicate                                    | nominacja |
| 2015                  | GameSpot’s Game of the Year 2015 Awards                            | Gra roku                                 | Assassin’s Creed: Syndicate                                    | nominacja |
| 2015                  | Canadian Videogame Awards 2015                                     | Gra roku                                 | Assassin’s Creed: Syndicate                                    | wygrana   |
| 2015                  | Canadian Videogame Awards 2015                                     | Najlepsza gra na konsole                 | Assassin’s Creed: Syndicate                                    | nominacja |
| 2015                  | Canadian Videogame Awards 2015                                     | Najlepsza animacja                       | Assassin’s Creed: Syndicate                                    | wygrana   |
| 2015                  | Canadian Videogame Awards 2015                                     | Najlepszy dźwięk                         | Assassin’s Creed: Syndicate                                    | wygrana   |
| 2015                  | Canadian Videogame Awards 2015                                     | Najlepszy projek gry                     | Assassin’s Creed: Syndicate                                    | nominacja |
| 2015                  | Canadian Videogame Awards 2015                                     | Najlepsza nowa postać                    | Jacob Frye i Evie Frye                                         | wygrana   |
| 2015                  | Canadian Videogame Awards 2015                                     | Najlepszy występ                         | Victoria Atkin jako Evie Frye                                  | wygrana   |
| 2015                  | Canadian Videogame Awards 2015                                     | Najlepsza oprawa wizualna                | Assassin’s Creed: Syndicate                                    | wygrana   |
| 2015                  | Canadian Videogame Awards 2015                                     | Najlepszy scenariusz                     | Assassin’s Creed: Syndicate                                    | nominacja |
| 2015                  | Canadian Videogame Awards 2015                                     | Wybór fanów: najlepsza kanadyjska gra    | Assassin’s Creed: Syndicate                                    | nominacja |
| 2016                  | Game Revolution’s Best of 2015 Awards                              | Najlepsza przygodowa gra akcji           | Assassin’s Creed: Syndicate                                    | nominacja |
| 2016                  | IGN’s Best of 2015                                                 | Gra roku na PlayStation 4                | Assassin’s Creed: Syndicate                                    | nominacja |
| 2016                  | IGN’s Best of 2015                                                 | Najlepsza przygodowa gra akcji           | Assassin’s Creed: Syndicate                                    | nominacja |
| 2016                  | IGN’s Best of 2015                                                 | Najlepsza muzyka oryginalna              | Assassin’s Creed: Syndicate                                    | nominacja |
| 2016                  | IGN’s Best of 2015                                                 | Najlepszy występ                         | Assassin’s Creed: Syndicate                                    | nominacja |
| 2016                  | 68. Writers Guild of America Awards                                | Najlepszy scenariusz w grze komputerowej | Marc-Alexis Côté, Hugo Giard, Corey May, Jeffrey Yohalem i in. | nominacja |
| 2016                  | 19. D.I.C.E. Awards                                                | Najlepsza animacja                       | Assassin’s Creed: Syndicate                                    | nominacja |
| 2016                  | 19. D.I.C.E. Awards                                                | Najlepsza postać                         | Evie Frye                                                      | nominacja |
| 2016                  | 2016 SXSW Gaming Awards                                            | Najlepsza animacja                       | Assassin’s Creed: Syndicate                                    | nominacja |
| 2016                  | 2016 SXSW Gaming Awards                                            | Najlepsza oprawa artystyczna             | Assassin’s Creed: Syndicate                                    | nominacja |
| 2016                  | 15. National Academy of Video Game Trade Reviewers (NAVGTR) awards | Najlepsza animacja (warstwa artystyczna) | Assassin’s Creed: Syndicate                                    | nominacja |
| 2016                  | 15. National Academy of Video Game Trade Reviewers (NAVGTR) awards | Najlepsza reżyseria (utwór z epoki)      | Assassin’s Creed: Syndicate                                    | nominacja |
| 2016                  | 15. National Academy of Video Game Trade Reviewers (NAVGTR) awards | Projekt postaci                          | Assassin’s Creed: Syndicate                                    | nominacja |
| 2016                  | 15. National Academy of Video Game Trade Reviewers (NAVGTR) awards | Projekt kostiumów                        | Assassin’s Creed: Syndicate                                    | nominacja |
| 2016                  | 15. National Academy of Video Game Trade Reviewers (NAVGTR) awards | Projekt gry należącej do serii           | Assassin’s Creed: Syndicate                                    | nominacja |
| 2016                  | 15. National Academy of Video Game Trade Reviewers (NAVGTR) awards | Oświetlenie/teksturowanie                | Assassin’s Creed: Syndicate                                    | nominacja |
| 2016                  | 15. National Academy of Video Game Trade Reviewers (NAVGTR) awards | Montaż dźwięku w przerywniku filmowym    | Assassin’s Creed: Syndicate                                    | nominacja |
| 2016                  | 12. British Academy Games Awards                                   | Najlepsza oprawa artystyczna             | Assassin’s Creed: Syndicate                                    | nominacja |
| 2016                  | 12. British Academy Games Awards                                   | Najlepszy dźwięk                         | Assassin’s Creed: Syndicate                                    | nominacja |
| 2016                  | 12. British Academy Games Awards                                   | Najlepsza muzyka                         | Assassin’s Creed: Syndicate                                    | nominacja |